# Gęstość sieci kolejowej
Gęstość sieci kolejowej – miara ilościowa sieci transportu kolejowego. Stosunek długości linii kolejowych do pola powierzchni obszaru dla którego bada się gęstość (powierzchnia państwa, województwa itp.). Jednostką gęstości jest najczęściej liczba kilometrów torów w przeliczeniu na 100 kilometrów kwadratowych powierzchni. Do krajów o największej gęstości sieci kolejowej należą: Czechy (12,1 km/100 km²), Belgia (11,4 km/100 km²), Niemcy (10,5 km/100 km²). Zaś najmniejszą gęstość sieci kolejowej: Australia (0,5 km/100 km²), Rosja (0,5 km/100 km²).